# فهرست برندگان جایزه نوبل بر پایه دانشگاه
فهرست برندگان جایزه نوبل بر پایه دانشگاه دربردارنده فهرستی از دانشگاه‌های مرتبط با دریافت‌کنندگان جایزه نوبل و جایزه یادبود نوبل علوم اقتصادی از سال ۱۹۰۱ تا سال ۲۰۱۸ (در مجموع ۹۰۴ دریافت‌کننده) است.

## خلاصه نتایج

### ۳۰ دانشگاه برتر در جهان از سال ۱۹۰۱
بر پایه رشته
| رتبه | دانشگاه                          | دانشگاه             | مجموع | نرمال‌شده | فیزیک | شیمی | پزشکی | اقتصاد | ادبیات | صلح |
| ---- | -------------------------------- | ------------------- | ----- | -------- | ----- | ---- | ----- | ------ | ------ | --- |
| ۱    | دانشگاه هاروارد                  | ایالات متحده آمریکا | ۱۵۸   | ۱۰۰٫۰    | ۳۴    | ۳۷   | ۴۱    | ۳۰     | ۸      | ۸   |
| ۲    | دانشگاه کمبریج                   | بریتانیا            | ۱۱۸   | ۷۴٫۷     | ۳۴    | ۳۱   | ۳۰    | ۱۵     | ۵      | ۳   |
| ۳    | دانشگاه کالیفرنیا، برکلی         | ایالات متحده آمریکا | ۱۰۷   | ۶۷٫۷     | ۳۳    | ۳۰   | ۱۷    | ۲۴     | ۳      | ۱   |
| ۴    | دانشگاه شیکاگو                   | ایالات متحده آمریکا | ۹۸    | ۶۲٫۰     | ۳۲    | ۱۸   | ۱۱    | ۳۲     | ۳      | ۲   |
| ۵    | دانشگاه کلمبیا                   | ایالات متحده آمریکا | ۹۶    | ۶۰٫۸     | ۳۳    | ۱۵   | ۲۲    | ۱۵     | ۵      | ۶   |
| ۶    | مؤسسه فناوری ماساچوست            | ایالات متحده آمریکا | ۹۳    | ۵۸٫۹     | ۳۵    | ۱۵   | ۱۲    | ۳۰     | ۰      | ۱   |
| ۷    | دانشگاه استنفورد                 | ایالات متحده آمریکا | ۸۳    | ۵۲٫۵     | ۲۶    | ۱۳   | ۱۶    | ۲۶     | ۲      | ۱   |
| ۸    | مؤسسه فناوری کالیفرنیا           | ایالات متحده آمریکا | ۷۳    | ۴۶٫۲     | ۲۹    | ۱۷   | ۲۱    | ۶      | ۰      | 1   |
| ۹    | دانشگاه آکسفورد                  | بریتانیا            | ۶۹    | ۴۳٫۷     | ۱۴    | ۱۷   | ۱۸    | ۱۰     | ۵      | 6   |
| ۱۰   | دانشگاه پرینستون                 | ایالات متحده آمریکا | ۶۵    | ۴۱٫۱     | ۲۷    | ۹    | ۴     | ۱۹     | ۵      | ۱   |
| ۱۱   | دانشگاه ییل                      | ایالات متحده آمریکا | ۶۱    | ۳۸٫۶     | ۸     | ۱۰   | ۱۴    | ۲۲     | ۴      | ۳   |
| ۱۲   | دانشگاه کرنل                     | ایالات متحده آمریکا | ۵۸    | ۳۶٫۷     | ۲۱    | ۱۲   | ۱۴    | ۵      | ۴      | ۲   |
| ۱۳   | دانشگاه هومبولت برلین            | آلمان               | ۵۵    | ۳۴٫۸     | ۱۴    | ۲۱   | ۱۲    | ۱      | ۴      | ۳   |
| ۱۴   | دانشگاه پاریس                    | فرانسه              | ۵۰    | ۳۱٫۶     | ۱۵    | 9    | ۱۰    | ۴      | ۶      | ۷   |
| ۱۵   | دانشگاه گوتینگن                  | آلمان               | ۴۵    | ۲۸٫۵     | ۱۹    | ۱۶   | ۸     | ۰      | ۱      | ۱   |
| ۱۶   | دانشگاه لودویگ ماکسیمیلیان مونیخ | آلمان               | ۴۲    | ۲۶٫۶     | ۱۳    | ۱۹   | ۹     | ۰      | ۱      | 1   |
| ۱۷   | دانشگاه کپنهاگ                   | دانمارک             | ۳۹    | ۲۴٫۷     | ۱۹    | ۷    | ۸     | ۳      | ۲      | 1   |
| ۱۸   | دانشگاه جانز هاپکینز             | ایالات متحده آمریکا | ۳۷    | ۲۳٫۴     | ۴     | ۸    | ۱۶    | ۵      | ۱      | ۳   |
| ۱۸   | دانشگاه نیویورک                  | ایالات متحده آمریکا | ۳۷    | ۲۳٫۴     | ۳     | ۴    | ۱۲    | ۱۴     | ۲      | ۲   |
| ۲۰   | دانشگاه راکفلر                   | ایالات متحده آمریکا | ۳۶    | ۲۲٫۸     | ۱     | ۱۰   | ۲۵    | ۰      | ۰      | ۰   |
| ۲۱   | دانشگاه پنسیلوانیا               | ایالات متحده آمریکا | ۳۵    | ۲۲٫۲     | ۴     | ۱۰   | ۱۰    | ۱۱     | ۰      | ۰   |
| ۲۲   | کالج دانشگاهی لندن               | بریتانیا            | ۳۳    | ۲۰٫۹     | ۴     | ۷    | ۱۹    | ۲      | ۱      | ۰   |
| ۲۳   | مؤسسه فناوری فدرال زوریخ         | سوئیس               | ۳۲    | ۲۰٫۳     | ۱۱    | ۱۷   | ۴     | ۰      | ۰      | ۰   |
| ۲۴   | دانشگاه ایلینوی در اربانا-شمپین  | ایالات متحده آمریکا | ۳۰    | ۱۹٫۰     | ۱۱    | ۵    | ۱۱    | ۳      | ۰      | ۰   |
| ۲۵   | دانشگاه مینه‌سوتا                 | ایالات متحده آمریکا | ۲۹    | ۱۸٫۴     | ۷     | ۴    | ۴     | ۱۲     | ۲      | ۰   |
| ۲۶   | دانشگاه کالیفرنیا، سن دیگو       | ایالات متحده آمریکا | ۲۷    | ۱۷٫۱     | ۵     | ۹    | ۱۰    | ۳      | ۰      | 1   |
| ۲۶   | دانشگاه هایدلبرگ                 | آلمان               | ۲۷    | ۱۷٫۱     | ۱۱    | ۸    | ۵     | ۰      | ۱      | ۲   |
| ۲۸   | دانشگاه منچستر                   | بریتانیا            | ۲۵    | ۱۵٫۸     | ۱۱    | ۹    | ۲     | ۳      | ۰      | ۰   |
| ۲۸   | دانشگاه میشیگان                  | ایالات متحده آمریکا | ۲۵    | ۱۵٫۸     | ۹     | ۳    | ۶     | ۵      | ۲      | ۰   |
| ۲۸   | دانشگاه ویسکانسین-مدیسن          | ایالات متحده آمریکا | ۲۵    | ۱۵٫۸     | ۵     | ۷    | ۱۰    | ۲      | ۱      | ۰   |

## بر پایه نوع وابستگی به دانشگاه
| رتبه | دانشگاه                          | مجموع | نرمال‌شده | فارغ‌التحصیلان | کارکنان درازمدت | کارکنان کوتاه‌مدت | هم‌پوشانی |
| ---- | -------------------------------- | ----- | -------- | ------------- | --------------- | ---------------- | -------- |
| ۱    | دانشگاه هاروارد                  | ۱۵۸   | ۱۰۰٫۰    | ۷۶            | ۵۳              | ۷۵               | -۴۶      |
| ۲    | دانشگاه کمبریج                   | ۱۱۸   | ۷۴٫۷     | ۶۹            | ۴۴              | ۵۴               | -۴۹      |
| ۳    | دانشگاه کالیفرنیا، برکلی         | ۱۰۷   | ۶۷٫۷     | ۳۴            | ۴۰              | ۵۱               | -۱۸      |
| ۴    | دانشگاه شیکاگو                   | ۹۸    | ۶۲٫۰     | ۳۳            | ۴۶              | ۳۹               | -۲۰      |
| ۵    | دانشگاه کلمبیا                   | ۹۶    | ۶۰٫۸     | ۴۳            | ۳۳              | ۳۸               | -۱۸      |
| ۶    | مؤسسه فناوری ماساچوست            | ۹۳    | ۵۸٫۹     | ۳۸            | ۳۳              | ۳۸               | -۱۶      |
| ۷    | دانشگاه استنفورد                 | ۸۳    | ۵۲٫۵     | ۱۳            | ۴۶              | ۳۵               | -۱۱      |
| ۸    | مؤسسه فناوری کالیفرنیا           | ۷۳    | ۴۶٫۲     | ۲۲            | ۲۱              | ۴۰               | -۱۰      |
| ۹    | دانشگاه آکسفورد                  | ۶۹    | ۴۳٫۷     | ۲۹            | ۱۶              | ۳۵               | -۱۱      |
| ۱۰   | دانشگاه پرینستون                 | ۶۵    | ۴۱٫۱     | ۱۹            | ۲۵              | ۲۹               | -۸       |
| ۱۱   | دانشگاه ییل                      | ۶۱    | ۳۸٫۶     | ۲۱            | ۲۸              | ۲۳               | -۱۱      |
| ۱۲   | دانشگاه کرنل                     | ۵۸    | ۳۶٫۷     | ۱۸            | ۱۹              | ۲۵               | -۴       |
| ۱۳   | دانشگاه هومبولت برلین            | ۵۵    | ۳۴٫۸     | ۳۲            | ۲۰              | ۱۱               | -۸       |
| ۱۴   | دانشگاه پاریس                    | ۵۰    | ۳۱٫۶     | ۴۱            | ۲۱              | ۷                | -۱۹      |
| ۱۵   | دانشگاه گوتینگن                  | ۴۵    | ۲۸٫۵     | ۲۱            | ۱۲              | ۱۷               | -۵       |
| ۱۶   | دانشگاه لودویگ ماکسیمیلیان مونیخ | ۴۲    | ۲۶٫۶     | ۲۸            | ۱۲              | ۱۰               | -۸       |
| ۱۷   | دانشگاه کپنهاگ                   | ۳۹    | ۲۴٫۷     | ۱۲            | ۸               | ۲۶               | -۷       |
| ۱۸   | دانشگاه جانز هاپکینز             | ۳۷    | ۲۳٫۴     | ۱۶            | ۱۴              | ۱۴               | -۷       |
| ۱۸   | دانشگاه نیویورک                  | ۳۷    | ۲۳٫۴     | ۱۰            | ۱۳              | ۱۶               | -۲       |
| ۲۰   | دانشگاه راکفلر                   | ۳۶    | ۲۲٫۸     | ۳             | ۲۶              | ۱۳               | -۶       |
| ۲۱   | دانشگاه پنسیلوانیا               | ۳۵    | ۲۲٫۲     | ۷             | ۱۴              | ۱۵               | -۱       |
| ۲۲   | کالج دانشگاهی لندن               | ۳۳    | ۲۰٫۹     | ۹             | ۱۲              | ۱۴               | -۲       |
| ۲۳   | مؤسسه فناوری فدرال زوریخ         | ۳۲    | ۲۰٫۳     | ۱۲            | ۹               | ۱۴               | -۳       |
| ۲۴   | دانشگاه ایلینوی در اربانا-شمپین  | ۳۰    | ۱۹٫۰     | ۱۱            | ۱۰              | ۱۴               | -۵       |
| ۲۵   | دانشگاه مینه‌سوتا                 | ۲۹    | ۱۸٫۴     | ۱۰            | ۱۳              | ۶                | ۰        |
| ۲۶   | دانشگاه کالیفرنیا، سن دیگو       | ۲۷    | ۱۷٫۱     | ۳             | ۱۶              | ۸                | ۰        |
| ۲۶   | دانشگاه هایدلبرگ                 | ۲۷    | ۱۷٫۱     | ۱۵            | ۱۰              | ۶                | -۴       |
| ۲۸   | دانشگاه منچستر                   | ۲۵    | ۱۵٫۸     | ۹             | ۱۳              | ۵                | -۲       |
| ۲۸   | دانشگاه میشیگان                  | ۲۵    | ۱۵٫۸     | ۸             | ۶               | ۱۳               | -۲       |
| ۲۸   | دانشگاه ویسکانسین-مدیسن          | ۲۵    | ۱۵٫۸     | ۱۳            | ۷               | ۷                | -۲       |